# مامارناویروس آرژانتینی
مامارناویروس آرژانتینی (نام علمی: Argentinian mammarenavirus) مشهور به ویروس خونین (اسپانیایی: Junín virus‎) نام نوعی آرناویروس از گونه از مامارناویروس است که سبب بیماری تب خونریزی‌دهنده آرژانتین می‌شود. این ویروس نام اولیه‌اش را از شهر خونین گرفت که نخستین موارد بیماری در سال ۱۹۵۸ میلادی از حومهٔ آن گزارش شد. میزبان اصلی این ویروس موش خانگی است.
این بیماری باعث گرفتاریِ شدید رگ‌های خونی، دستگاه عصبی و دستگاه ایمنی بدن می‌شود و میزان مرگ‌ومیر آن بین ۲۰ تا ۳۰٪ است. علائم بیماری شامل التهاب ملتحمه، پورپورا، پتشی و سپتیسمی است. علائم بیماری گاهی بسیار گمراه‌کننده است و با سایر بیماری‌ها اشتباه می‌شود. به‌خصوص در هفتهٔ اول، نشانه‌های آن شبیه به آنفلوانزاست.
یک واکسن آزمایشی به نام «Candid1» برای این بیماری در دههٔ ۱۹۸۰ میلادی توسط «مؤسسه پژوهش پزشکی بیماری‌های عفونی ارتش ایالات متحده آمریکا» (USAMRIID) ساخته شد که بررسی‌ها نشان داد واکسنی بی‌خطر و مؤثر بوده، و به‌خوبی تحمل می‌شود و میزان مرگ‌ومیر و عوارض بیماری را کاهش می‌دهد.